# Alafia parciflora
Espèce
Classification phylogénétique
Alafia parciflora est une espèce de plante à fleurs du genre Alafia et de la famille des Apocynaceae.
On trouve l'espèce au Liberia.